# Melanie Kogler

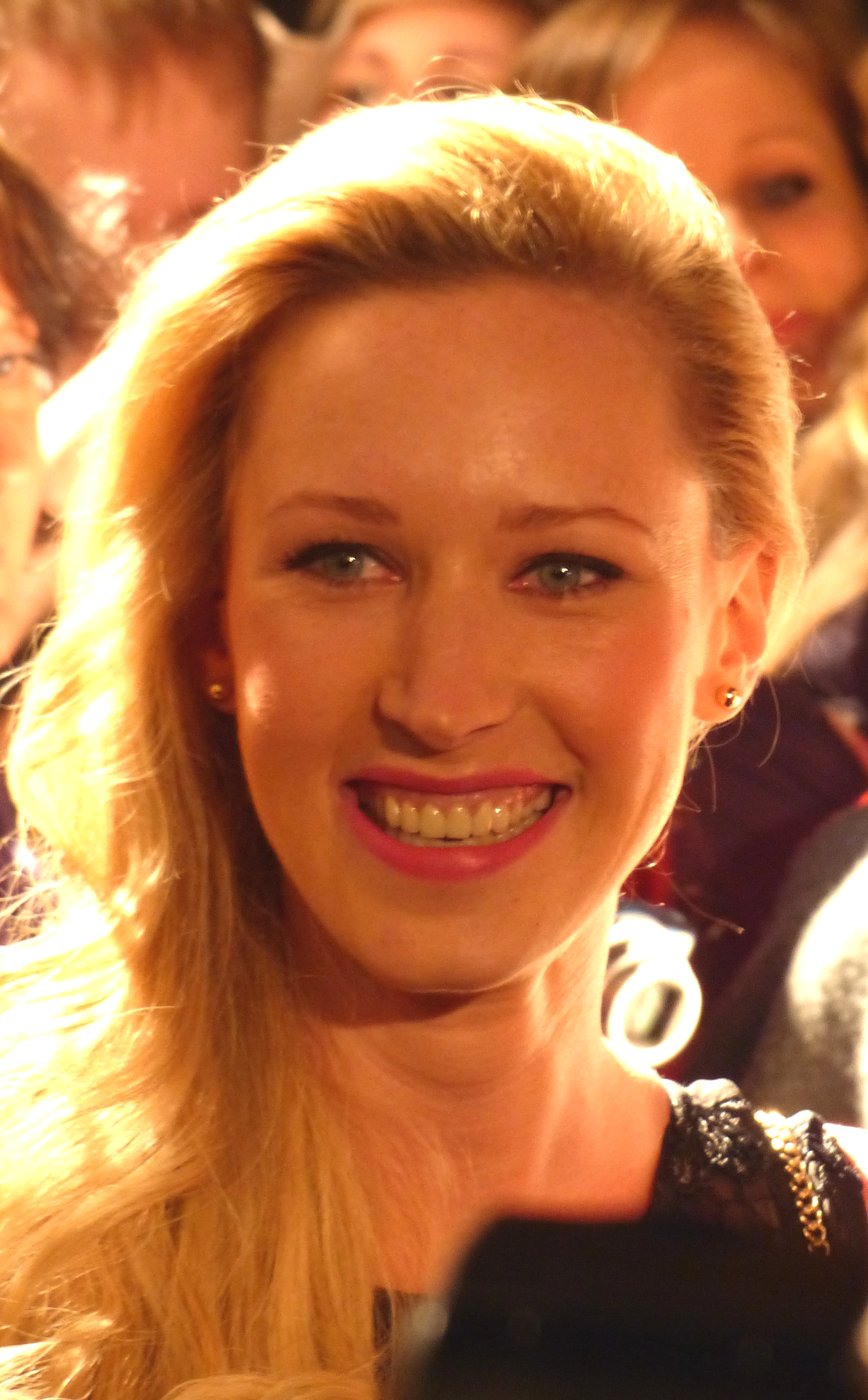
Melanie Kogler auf der Jubiläumsfeier zu 18 Jahren Verbotene Liebe in Düsseldorf (2013)

Melanie Isabella Kogler (* 18. April 1985 in Salzburg) ist eine österreichische Schauspielerin.

## Leben
Melanie Kogler studierte an der European Film Actor School in Zürich, die sie im Oktober 2006 mit einem Diplom abschloss. Schon während ihrer Ausbildung wirkte sie in Kurzfilmen und Theaterstücken mit. Gleich nach der Schauspielschule gastierte sie mit den beiden Stücken Die kleine Hexe (Natascha Kalmbach) und Rembrandt B12 (Barbara Neureiter) am Salzburger Landestheater. Im Sommer 2007 spielte sie in der von Markus Steinwender inszenierten Fassung von Goethes Faust das Gretchen.
Ihr Fernsehdebüt für das ZDF gab Melanie Kogler 2007, als sie für die Rosenheim Cops in der Folge Ein mörderischer Geschmack vor der Kamera stand. Regie führte Gunter Krää.
In der Spielzeit 2007/08 war sie als Emma in Nestroys Der Talisman unter der Regie von Beverly Blankenship, als junge Magd in Federico García Lorcas Bernarda Albas Haus inszeniert von Frank Hellmund und in der Wiederaufnahme von Otfried Preußlers Die kleine Hexe unter der Leitung von Natascha Kalmbach am Salzburger Landestheater zu sehen.
Seit dem 24. Jänner 2011 war sie als Marlene von Lahnstein (geborene Wolf) durchgehend in der ARD-Vorabendserie Verbotene Liebe zu sehen, welche sie im September 2014 verließ.

## Kurzfilme, Theaterstücke, TV, Filme
- 2004: Und Action...
- 2004: Fräulein Julie
- 2004: Der Gesang im Feuerofen
- 2005: Heinrich & Henrietta
- 2005: Bei Banküberfällen wird mit wahrer Liebe gehandelt
- 2005: Molly Sweeney
- 2006: Der kaukasische Kreidekreis
- 2006: Die kleine Hexe
- 2007: Rembrandt B12
- 2007: Faust 1
- 2007: Der Talisman
- 2007: Die Rosenheim-Cops – Ein mörderischer Geschmack
- 2007: Bernarda Albas Haus
- 2008: Komödienstadel – G'suacht und G'fundn
- 2008: Steht auf wenn ihr für Salzburg seid
- 2008: Eine Mittsommernachts-Sex-Komödie
- 2008: Der Sturm
- 2008: Komödienstadel – Der letzte Bär von Bayern
- 2009: Second Life
- 2009: Komödienstadel – Endstation Drachenloch
- 2009: Spielwiese
- 2009: Weihnachten bei Tiger und Bär
- 2010: Kasimir und Karoline
- 2010: Ja (Kurzfilm)
- 2010: Rechtschreibung (Kurzfilm)
- 2010: YouDie (Kurzfilm)
- 2010: Impure Intent (Film)
- 2011–2014: Verbotene Liebe
- 2015: Wilsberg: Russisches Roulette
- 2016: Die Rosenheim-Cops – Kampf um die Krone
- 2019: WaPo Bodensee – Der Tote im Kajak